# Rosa Venes i Clusas
Rosa Venes i Clusas (Olesa de Montserrat, 1 de maig de 1784 - Tarragona, 13 de setembre de 1845) és considerada una heroica defensora de Tarragona contra els francesos durant la Guerra del Francès.
Filla de Jaume Venes i Maria Clusas, pagesos d'Esparreguera, va néixer a la vila d'Olesa de Montserrat l'1 de maig de 1784 i batejada l'endemà a l'església parroquial de Santa Maria d'Olesa de Montserrat. El 12 d'abril de 1804 es va casar a Barcelona amb el traginer Simó Lloberes, fet pel qual apareix sovint en la documentació com a Rosa Lloberes Venes o Rosa Venes i de Lloberes. El 27 de juny de 1807 va néixer Simó, el seu primer fill. A l'inici de la Guerra del Francès la família de Rosa Venes residia a Tarragona, ciutat considerada inexpugnable. Després de nombrosos setges i destrosses el 3 de maig de 1811 la ciutat va sofrir una darrera ofensiva de les tropes franceses del general Louis Gabriel Suchet. El 18 de maig de 1811 un grup de soldats organitzats en guerrilles va sortir de les defenses de la ciutat per intentar neutralitzar o dificultar aquest darrer atac francès. Segons el relat d'alguns testimonis, entre els soldats d'aquest grup, hi va destacar una dona que, davant la sorpresa de soldats catalans i francesos, va participar valerosament en l'atac i aconseguir matar diversos soldats francesos. Tot i l'anonimat inicial d'aquesta heroïna les investigacions posteriors, especialment la de l'historiador José Gómez de Arteche (1868) i les d'Adolfo Alegret (1911), van acabar confluint en Rosa Venes. Per aquesta acció heroica Rosa Venes fou premiada amb el grau de sotstinent.
Amb la definitiva caiguda de Tarragona el 29 de juny de 1811 molts dels seus habitants van fugir dels assassinats i la destrucció comesa per les tropes franceses. Rosa Venes i la seva família va viure a Torredembarra entre 1812 i 1817, anys en els quals van néixer tres fills més: Melcior, Rosa i Domingo. Posteriorment varen passar a viure a la parròquia de Sant Joan Baptista del barri del port de Tarragona on varen tenir dos fills més: Josep i Antònia. Amb els anys la família va prosperar passant de pagesos a comerciants i propietaris. El 16 de gener de 1839 Rosa Venes va fer testament, en el qual va disposar de ser enterrada en el cementiri civil. El 18 de març de 1842 va enviudar i va morir dos anys més tard, el 13 de setembre de 1844, als 61 anys.
Simó Lloberes i Venes, el fill gran de Rosa Venes, va arribar a ser alcalde liberal de Tarragona l'any 1874.